# 105 Artemis
105 Artemis (in italiano 105 Artemide) è un grande asteroide della Fascia principale. È un asteroide di tipo C; ciò significa che ha una superficie molto scura e una composizione carboniosa.
Artemis fu scoperto il 16 settembre 1868 da James Craig Watson al Detroit Observatory dell'università del Michigan (USA) ad Ann Arbor. Fu battezzato così in onore di Artemide, la dea greca "sovrana degli animali" (Omero).
Sono state osservate diverse occultazioni stellari da parte di Artemis.